# Danny Pino
Daniel "Danny" Pino (Miami, 15 de abril de 1974) é um ator estadunidense, descendente de cubanos, atualmente faz parte do elenco da série Braindead, da CBS. Em maio de 2003, Pino interpretou Desi Arnaz em um especial da CBS sobre a vida de Lucille Ball, Lucy. Pino se formou na Florida International University em 1996, onde era também membro da irmandade Sigma Phi Epsilon. Um de seus mais controversos papéis foi o do líder de gangue, traficante e estuprador mexicano Armadillo Quintero no drama para a TV a cabo The Shield. O personagem é notório pelo estupro de uma bela garota, namorada do líder da gangue rival, pelo estupro da irmã caçula de uma testemunha, por queimar suas vítimas até a morte e por negociar heroína com adolescentes. Danny também apareceu em The Lost City, dirigido por Andy Garcia e no qual estrelavam 
Dustin Hoffman e Bill Murray. Participou também do filme Flicka, que lançou Tim Mcgraw.
Como Scotty Valens, Danny já participou de um episódio na série spin-off, CSI NY, investigando um caso que envolvia a Det. Stella Bonasera, uma das protagonistas. Um de seus mais notórios trabalhos foi na premiada série da TV NBC "Law & Order: SVU", como Detetive Amaro.
Danny e sua esposa, Lilly, têm dois filhos: Luca Daniel, nascido em 15 de fevereiro de 2006, e Julian Franco, nascido em 5 de junho de 2007. 

## Filmografía
| Ano             | Título                                        | Papel                   | Nota                               |
| Televisão       | Televisão                                     | Televisão               | Televisão                          |
| --------------- | --------------------------------------------- | ----------------------- | ---------------------------------- |
| 2001–2002       | Men, Women & Dogs                             | Clay                    | Participação, 13 episódios         |
| 2003            | The Shield                                    | Armadillo Quintero      | Participação, 4 episódios          |
| 2003–2010       | Cold Case                                     | Detective Scotty Valens | Papel Regular                      |
| 2007            | CSI: NY                                       | Detective Scotty Valens | Cold Case crossover, 1 episode     |
| 2010            | Burn Notice                                   | Adam Scott              | Participação, 2 episódios          |
| 2011–2015/ 2021 | Law & Order: Special Victims Unit             | Detective Nick Amaro    | Papel Regular, 94 episódios        |
| 2014–2015       | Chicago P.D.                                  | Detective Nick Amaro    | 2 episódios                        |
| 2016            | BrainDead                                     | Luke Healy              | Papel Regular                      |
| 2016            | Scandal                                       | Alejandro Vargas        | Papel Recorrente                   |
| 2017–2018       | Gone                                          | John Bishop             | Papel Regular                      |
| 2018–2023       | Mayans M.C.                                   | Miguel Galindo          | Papel Regular                      |
| 2019            | One Day at a Time                             | Tito                    | Netflix, Participação, 2 episódios |
| Filmes          |                                               |                         |                                    |
| 2002            | Point of Origin                               | Burn Victim             | Filme para TV                      |
| 2003            | Lucy                                          | Desi Arnaz              | Filme para TV                      |
| 2004            | NYPD 2069                                     | Eddie Vega              | Filme para TV                      |
| 2005            | Between                                       | Victor                  |                                    |
| 2005            | Rx                                            | Carlos                  |                                    |
| 2005            | The Lost City                                 | Alberto Mora            |                                    |
| 2006            | Flicka                                        | Jack                    |                                    |
| 2008            | The Burning Plain                             | Santiago                |                                    |
| 2009            | Across the Hall                               | Terry                   |                                    |
| 2010            | Across the Line: The Exodus of Charlie Wright | Gabriel Garza           |                                    |
| 2011            | Metro                                         | Douglas Romero          | Filme para TV                      |
| 2018            | Mayans M.C.                                   | Miguel Galindo          | Video curto                        |
| 2021            | Dear Evan Hansen                              | Larry Murphy            | Pós produção                       |